# William Díaz
William Alejandro Díaz Román (30 de octubre de 1963) es un ingeniero comercial, académico, investigador y consultor chileno, exvicepresidente ejecutivo de la estatal Empresa Nacional de Minería (Enami).
Obtuvo la licenciatura en economía en la Universidad de Chile de la capital y su título profesional de ingeniero comercial en la misma casa de estudios. Posteriormente recibió el grado de MBA en la Pontificia Universidad Católica de Chile y cursó el Entrepreneurship Program en Babson College, Estados Unidos, recibiendo el Entrepreneurship Certified Professor.
En su carrera profesional desarrolló actividades como investigador asociado en el Instituto Libertad y Desarrollo donde ha publicado estudios sobre carga tributaria. También desempeño el cargo de gerente de estudios de la Sociedad Nacional de Minería y la Sociedad Nacional de Agricultura.
También fue subeditor de economía del diario'El Mercurio y editor de la misma área de La Tercera. Posteriormente fue director del Centro de Formación de Ejecutivos de la Universidad del Desarrollo y gerente de desarrollo de Icare.
En 2009 reemplazó al presidente de la Sociedad de Fomento Fabril (Sofofa), Andrés Concha, en el directorio del Consejo Consultivo de la Asociación de Egresados de Ingeniería Comercial (Red ICU) de la Facultad de Economía y Negocios de la Universidad de Chile.
En abril de 2010 asumió en Enami por encargo del presidente Sebastián Piñera. Dejó esta responsabilidad a fines de 2011.
El 2012 asume como Vicerrector de Comunicaciones de la Universidad San Sebastián hasta diciembre de 2013
En la actualidad es Socio Director de la agencia de comunicaciones www.capitalreputacional.cl (enlace roto disponible en Internet Archive; véase el historial, la primera versión y la última).. 